# Ferdinand Humbert
Jacques-Ferdinand Humbert (Parigi, 8 ottobre 1842 – Parigi, 6 ottobre 1934) è stato un pittore francese.

## Biografia
Era figlio di Pierre Louis Humbert, medico di origine svizzera, e di Marie Henriette Fany Morin. Suo zio Jean Charles Ferdinand Humbert, pittore di animali, fu allievo di Ingres.
Jacques-Ferdinand Humbert studiò presso l'École des beaux-arts e fu allievo di Eugène Fromentin e di Alexandre Cabanel.

Alla fine degli anni 1890, fondò una sua Accademia, riaprendo il vecchio atelier di Fernand Cormon, al n° 104 di Boulevard de Clichy, a Parigi, e associandosi con Henri Gervex.
Insegnò anche all'École des beaux-arts di Parigi.
Morì a Parigi, novantaduenne, nel 1934.

Due anni dopo la sua scomparsa (1936), il Salon des artistes français organizzò una retrospettiva delle sue opere. Il catalogo di tale mostra è incluso nel catalogo dello stesso Salon a pag. 200.
Sua allieva fu la pittrice Marcelle Ackein.

## Opere
- Ritratto dell'attrice Jeanne Samary, olio su tela, del 1899.  (Conservato in Canada da una discendente della Samary)
- Ritratto di Justin Germain Casimir de Selves, olio su tela del 1926. (Dono di André Humbert, figlio dell'artista, nel 1934). Versailles,  Museo della Storia di Francia
- Pitture per il Panteon di Parigi, in collaborazione con Henri Lebasque.
- Ritratto di Colette (c.1896)
- La Vierge, l'enfant Jésus et saint Jean-Baptiste, Museo de la Cour d'Or, Metz
- Le Triomphe intellectuel de Paris, 1909 - 1924.  Parigi, Petit Palais, due soffitti del padiglione Nord, fra cui: Il trionfo di Paride.

## Allievi
- Paul Basilius Barth (1881-1955)
- Marius Borgeaud (1861-1924)
- Marguerite-Jeanne Carpentier (1886-1965)
- Suzanne Drouet-Réveillaud (1885-1970)
- Jean de la Hougue (1874-1959), dal 1894
- Adrienne Jouclard (1882-1972)
- Andrée Lavieille
- Lucienne Leroux (1903-1981), Prix de Rome del 1926

- Madeleine Leroux (1902-1984) Prix de Rome del 1927.
- Maurice Loutreuil (1885-1925)
- Mary Piriou (1881-1956)
- Marcelle Rondenay
- Cecilia Cuţescu-Storck
- Maurice Tastemain
- Madeleine Massonneau (nata nel 1901)
- Pierre Waidmann (1860-1937)

## Galleria d'immagini

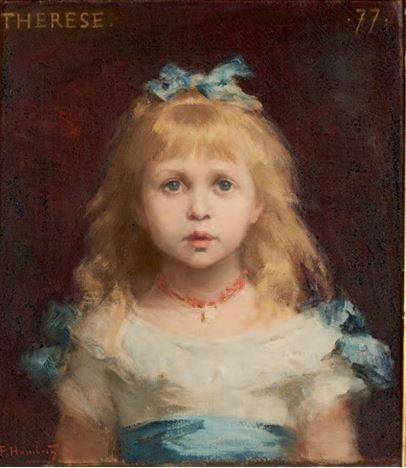
Teresa
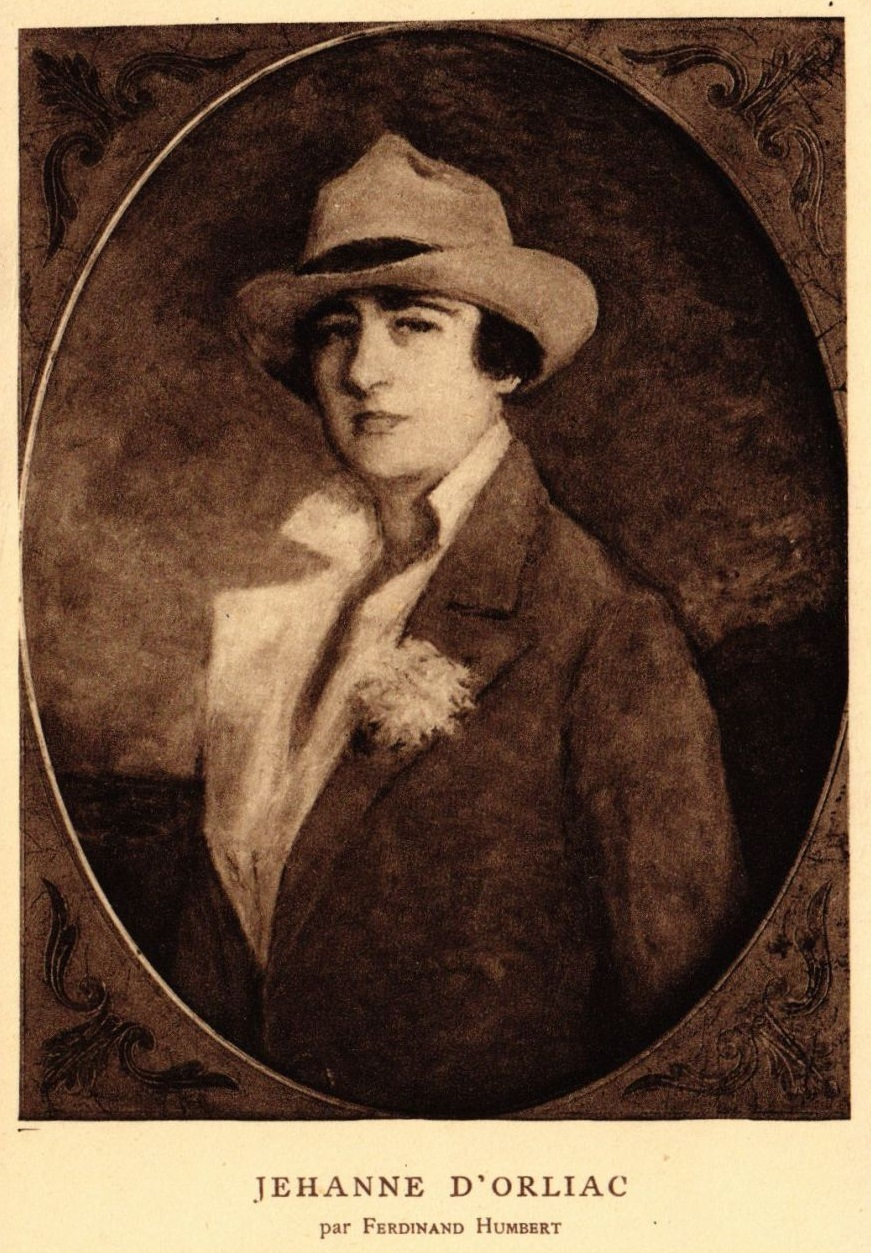
Jehanne d'Orliac
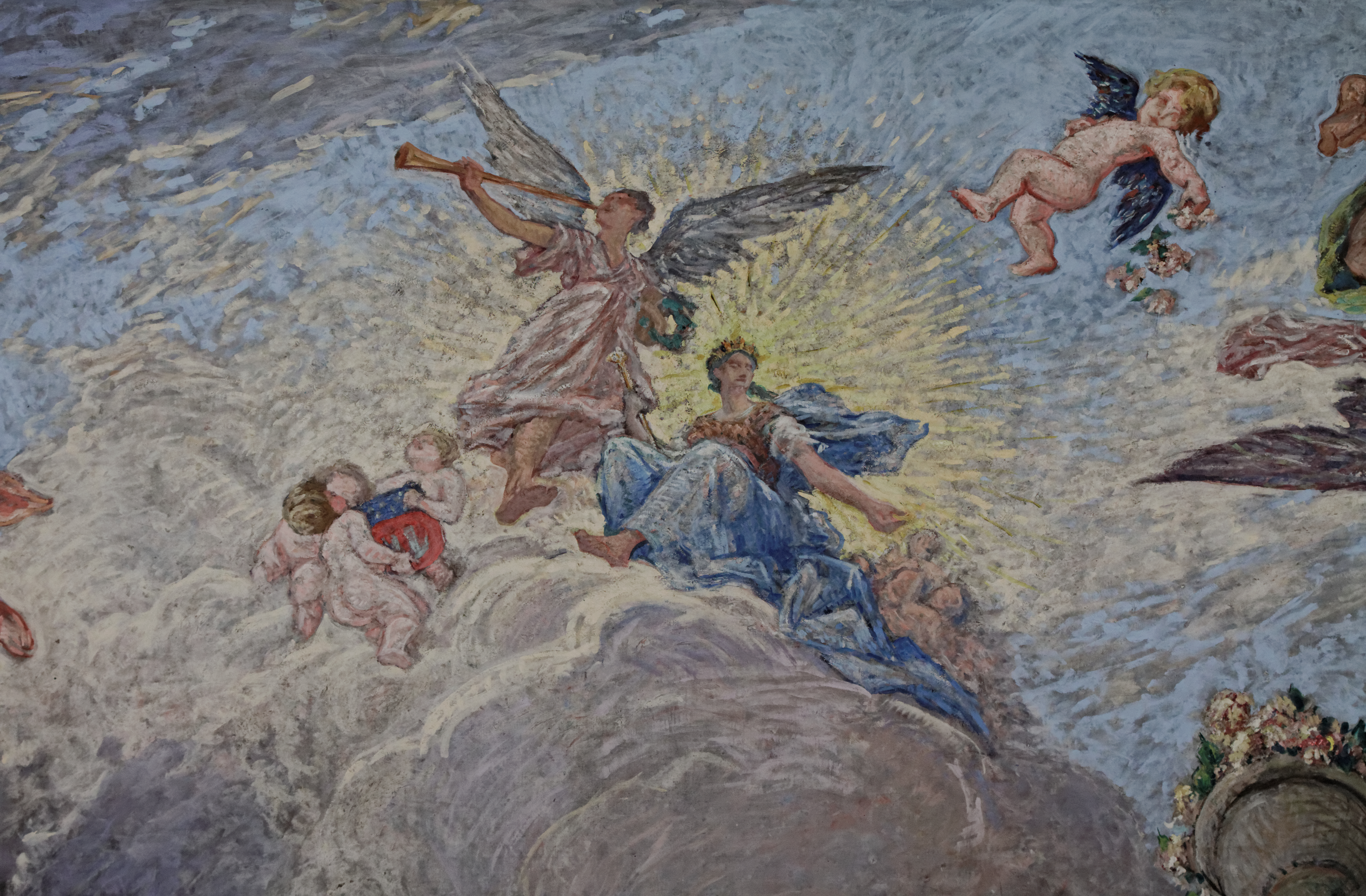
Soffitto del Petit Palais- Dettaglio
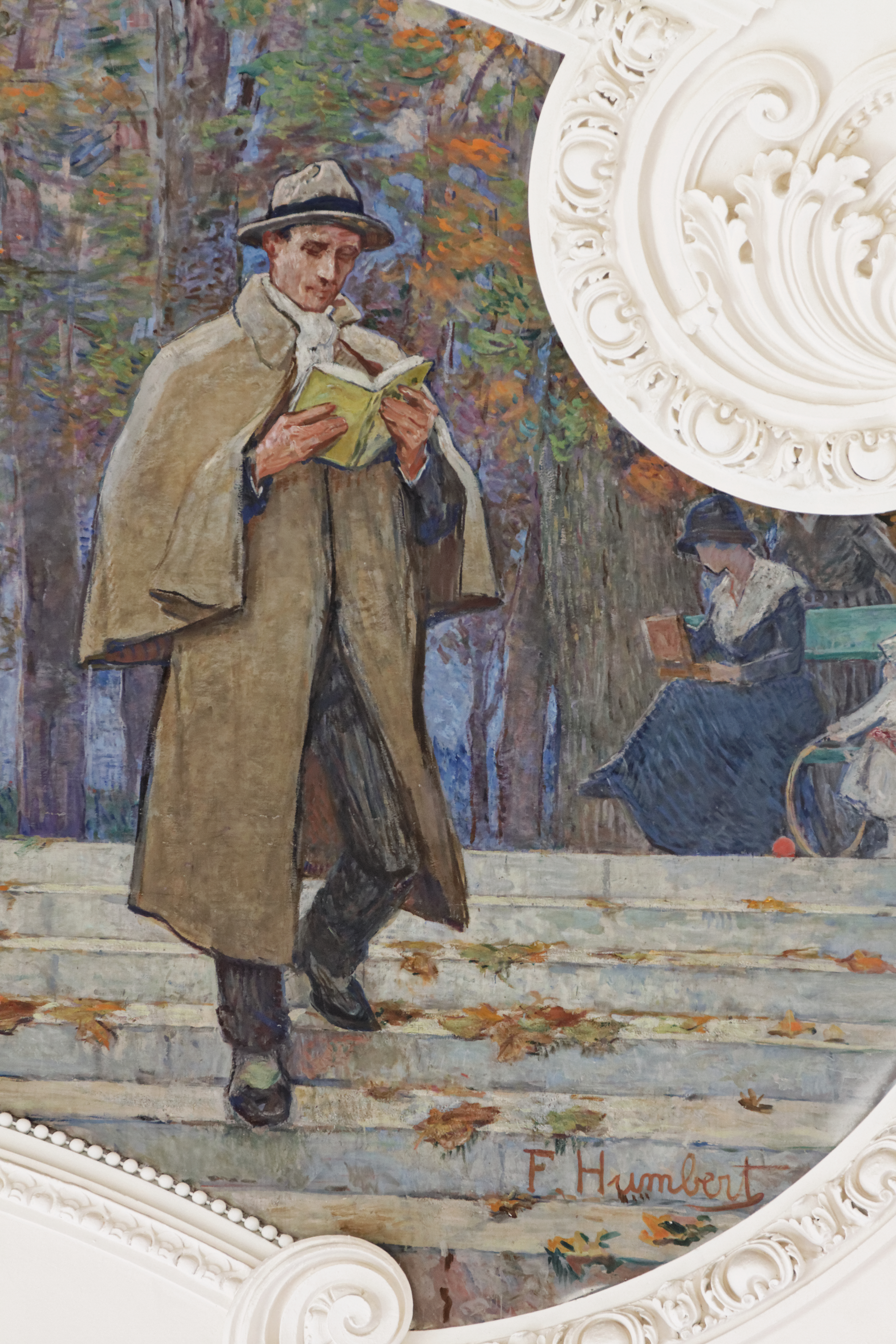
Soffitto del Petit Palais- Dettaglio
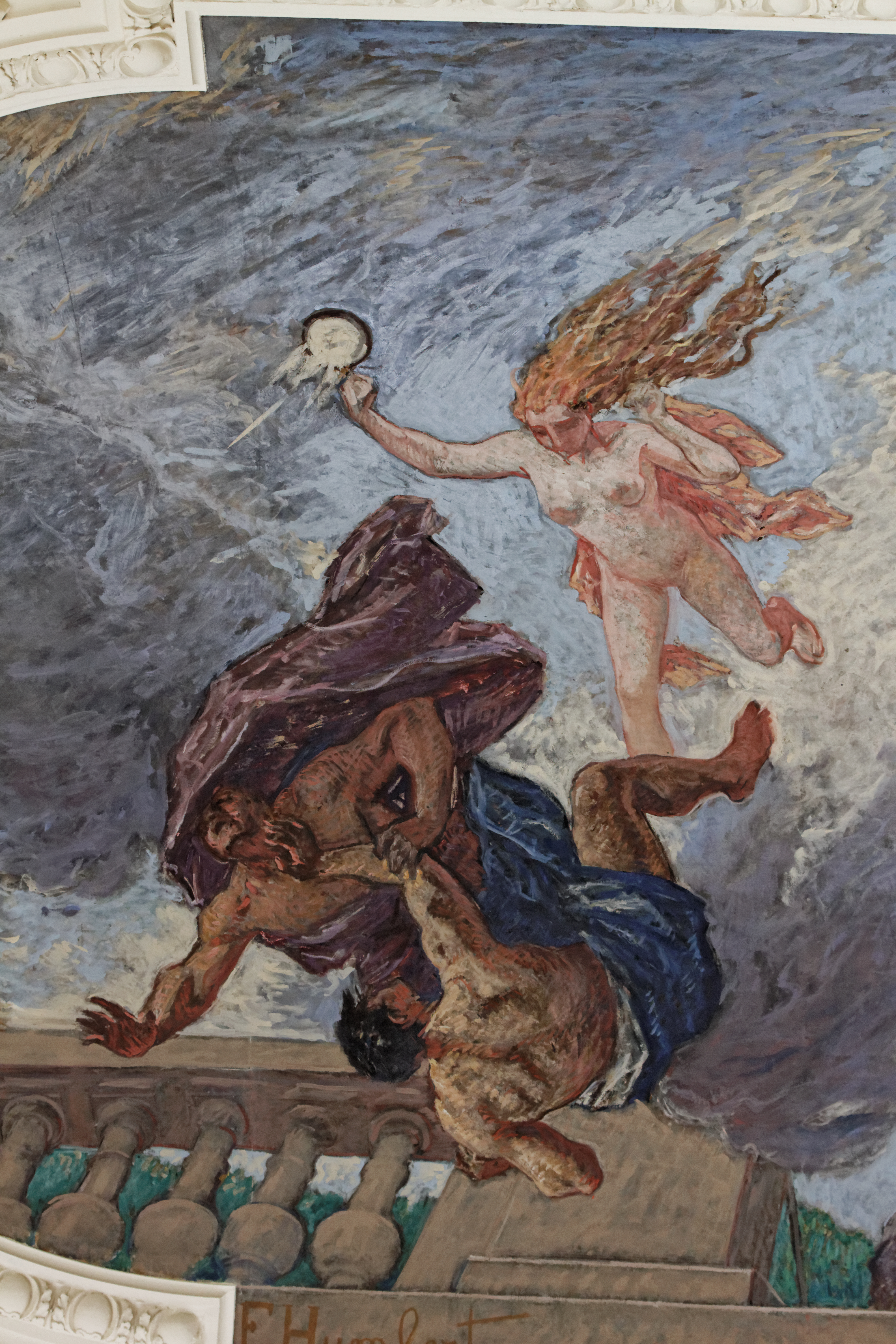
Soffitto del Petit Palais- Dettaglio
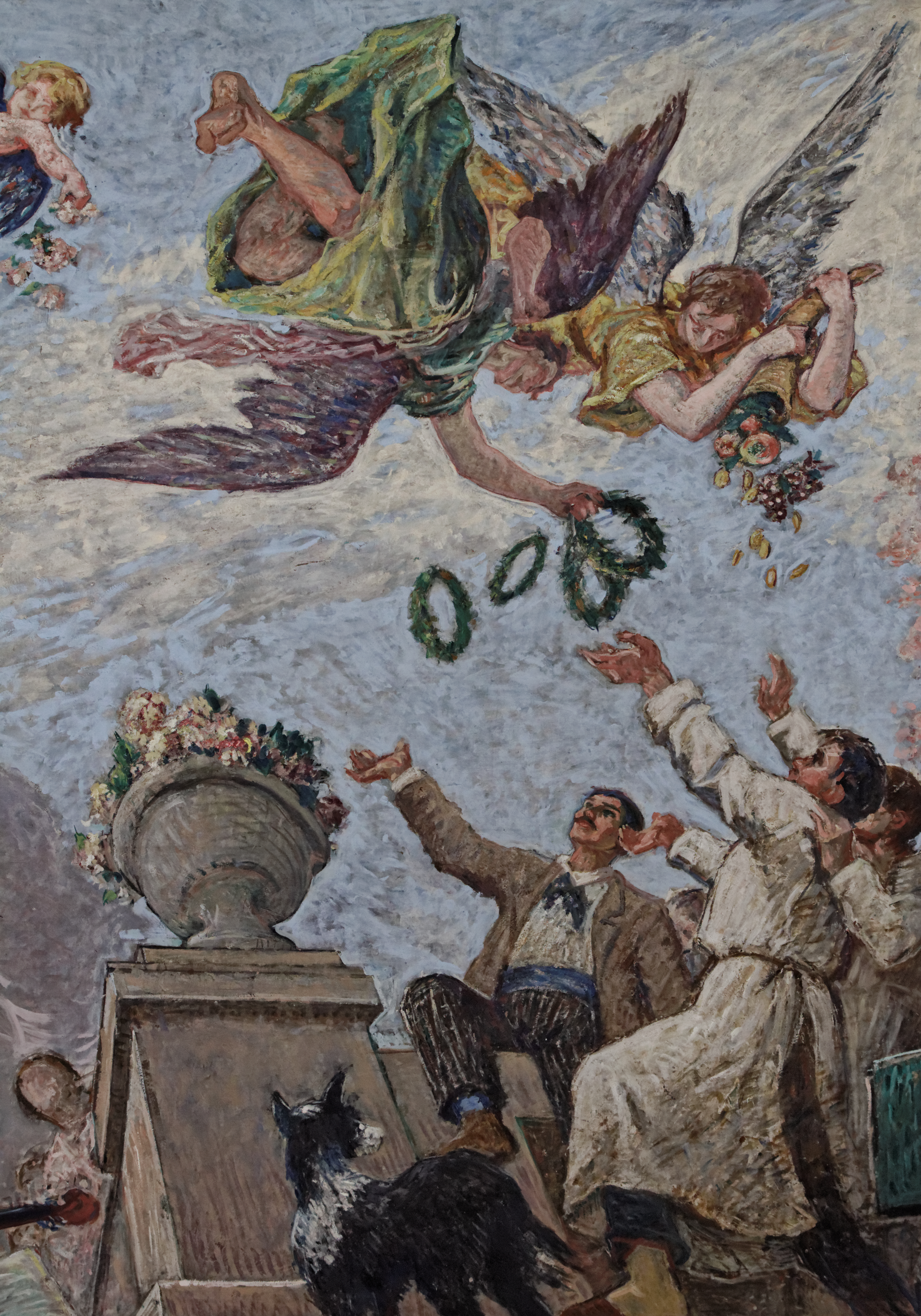
Soffitto del Petit Palais- Dettaglio

## Collegamenti esterni

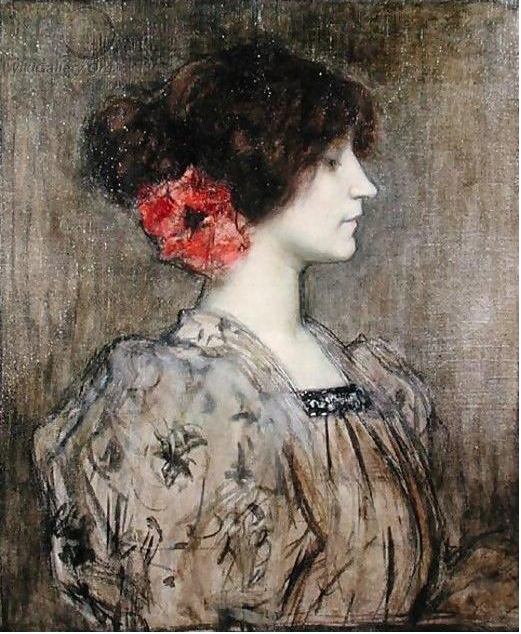
Colette